# Rissoa monodonta
Rissoa monodonta is een slakkensoort uit de familie van de Rissoidae. De wetenschappelijke naam van de soort is voor het eerst geldig gepubliceerd in 1836 door Philippi.